# Paya Lumpat
Paya Lumpat is een bestuurslaag in het regentschap Aceh Barat van de provincie Atjeh, Indonesië. Paya Lumpat telt 736 inwoners (volkstelling 2010).